# UAE Team Emirates/2019
Deze pagina geeft een overzicht van de UAE Team Emirates UCI World Tour wielerploeg in 2019.

## Algemeen
Algemeen manager: Matxin Joxean Fernández
Teammanager: Carlo Saronni
Ploegleiders: Marco Marzano, Simone Pedrazzini, Allan Peiper, Neil Stephens, Bruno Vicino
Fietsen: Colnago

## Renners
| Naam                   | Geboortedatum | Nationaliteit                | Ploeg 2018                  |
| ---------------------- | ------------- | ---------------------------- | --------------------------- |
| Fabio Aru              | 03-07-1990    | Italië                       |                             |
| Tom Bohli              | 17-01-1994    | Zwitserland                  | BMC Racing Team             |
| Sven Erik Bystrøm      | 21-01-1992    | Noorwegen                    |                             |
| Simone Consonni        | 12-09-1994    | Italië                       |                             |
| Valerio Conti          | 30-03-1993    | Italië                       |                             |
| Rui Costa              | 05-10-1986    | Portugal                     |                             |
| Kristijan Đurasek      | 26-07-1987    | Kroatië                      |                             |
| Roberto Ferrari        | 09-03-1983    | Italië                       |                             |
| Fernando Gaviria       | 19-08-1994    | Colombia                     | Quick-Step Floors           |
| Sergio Henao           | 05-08-1993    | Colombia                     | Team Sky                    |
| Alexander Kristoff     | 05-07-1987    | Noorwegen                    |                             |
| Vegard Stake Laengen   | 07-02-1989    | Noorwegen                    |                             |
| Marco Marcato          | 11-02-1984    | Italië                       |                             |
| Daniel Martin          | 20-08-1986    | Ierland                      |                             |
| Yousif Mirza           | 08-10-1988    | Verenigde Arabische Emiraten |                             |
| Sebastián Molano       | 04-11-1994    | Colombia                     | Manzana Postobón Team       |
| Manuele Mori           | 09-08-1980    | Italië                       |                             |
| Cristian Camilo Muñoz  | 20-03-1996    | Colombia                     | Coldeportes Zenu Sello Rojo |
| Ivo Oliveira           | 05-09-1996    | Portugal                     | Hagens Berman Axeon         |
| Rui Oliveira           | 05-09-1996    | Portugal                     | Hagens Berman Axeon         |
| Simone Petilli         | 04-05-1993    | Italië                       |                             |
| Jasper Philipsen       | 02-03-1998    | België                       | Hagens Berman Axeon         |
| Tadej Pogačar          | 21-09-1998    | Slovenië                     | Ljubljana Gusto Xaurum      |
| Jan Polanc             | 06-10-1992    | Slovenië                     |                             |
| Edward Ravasi          | 05-06-1994    | Italië                       |                             |
| Aljaksandr Raboesjenka | 12-10-1995    | Wit-Rusland                  |                             |
| Rory Sutherland        | 08-02-1982    | Australië                    |                             |
| Oliviero Troia         | 01-09-1994    | Italië                       |                             |
| Diego Ulissi           | 15-07-1989    | Italië                       |                             |

### Vertrokken
| Naam               | Geboortedatum | Nationaliteit       | Ploeg 2019                 |
| ------------------ | ------------- | ------------------- | -------------------------- |
| Anass Aït El Abdia | 21-03-1993    | Marokko             | VIB Sports                 |
| Darwin Atapuma     | 15-01-1988    | Colombia            | Cofidis, Solutions Crédits |
| Matteo Bono        | 11-11-1983    | Italië              | gestopt                    |
| Filippo Ganna      | 25-07-1996    | Italië              | Team Sky                   |
| Przemysław Niemiec | 11-04-1980    | Polen               | gestopt                    |
| Ben Swift          | 05-11-1987    | Verenigd Koninkrijk | Team Sky                   |

## Overwinningen
| Tour Down Under 5e etappe: Jasper Philipsen Ploegenklassement *1) Ronde van San Juan 1e etappe: Fernando Gaviria 4e etappe: Fernando Gaviria Tour Colombia 3e etappe: Juan Sebastián Molano Ronde van Oman 1e etappe: Alexander Kristoff Ronde van de Algarve 2e etappe: Tadej Pogačar Eindklassement: Tadej Pogačar Ronde van de Verenigde Arabische Emiraten 2e etappe: Fernando Gaviria Gent-Wevelgem Alexander Kristoff Ronde van het Baskenland Jongerenklassement: Tadej Pogačar | Ronde van Italië 3e etappe: Fernando Gaviria Ronde van Californië 6e etappe: Tadej Pogačar Eindklassement: Tadej Pogačar Jongerenklassement: Tadej Pogačar Ronde van Noorwegen 5e etappe: Alexander Kristoff Eindklassement: Alexander Kristoff Puntenklassement: Alexander Kristoff GP Lugano Diego Ulissi GP Kanton Aargau Alexander Kristoff Ronde van Slovenië 3e etappe: Diego Ulissi Eindklassement: Diego Ulissi Jongerenklassement: Tadej Pogačar Ploegenklassement: *2) | Ronde van Duitsland 2e etappe: Alexander Kristoff Ronde van Spanje 9e etappe: Tadej Pogačar 13e etappe: Tadej Pogačar 20e etappe: Tadej Pogačar Jongerenklassement: Tadej Pogačar Coppa Agostoni Aljaksandr Raboesjenka Ronde van Slowakije 1e etappe deel A: Alexander Kristoff Ronde van Guangxi 1e etappe: Fernando Gaviria 5e etappe: Fernando Gaviria Nationale kampioenschappen wielrennen Slovenië - tijdrit: Tadej Pogačar Verenigde Arabische Emiraten - wegwedstrijd: Yousif Mirza |

*1) Ploeg Tour Down Under: Bystrøm, Ivo Oliveira, Philipsen, Pogačar, Polanc, Sutherland, Ulissi
*2) Ploeg Ronde van Slovenië: Consonni, Marcato, Oliveira, Pogačar, Polanc, Ulissi
Mannen:1991 · 1992 · 1993 · 1994 · 1995 · 1996 · 1997-1998 · 1999 · 2000 · 2001 · 2002 · 2003 · 2004 · 2005 · 2006 · 2007 · 2008 · 2009 · 2010 · 2011 · 2012 · 2013 · 2014 · 2015 · 2016 · 2017 · 2018 · 2019 · 2020 · 2021 · 2022 · 2023 · 2024 · 2025
Vrouwen:2022 · 2023 · 2024 · 2025
AG2R-La Mondiale · Astana Pro Team · Bahrain-Merida · BORA-hansgrohe · CCC Team · Deceuninck–Quick-Step · EF Education First · Groupama-FDJ · Lotto Soudal · Mitchelton-Scott · Movistar Team · Team Dimension Data · Team Jumbo-Visma · Team Katjoesja Alpecin · Team INEOS (Team Sky) · Team Sunweb · Trek-Segafredo · UAE Team Emirates